# Joaquim Pijoan Arbocer
Joaquim Pijoan Arbocer  (Santa Cristina d'Aro, província de Girona, 27 de março de 1948) é um pintor e escritor catalão. Em 2006 foi agraciado com o Prêmio Sant Jordi de romance por Sayonara Barcelona. É colaborador regular de Revista de Girona.

## Trabalhos publicados
Romances
- 1983 Somni
- 2007 Sayonara Barcelona
- 2007 Amor a Venècia

Autobiografia
- 2007 Diari del pintor JP[2]

## Prêmios e reconhecimentos
- 1982 Prêmio Documenta: Somni
- 2006 Prêmio Sant Jordi de romance: Sayonara Barcelona